# Горшков, Дмитрий Юрьевич
Дмитрий Юрьевич Горшков (род. 8 декабря 1977, Казань, Татарская АССР, РСФСР, СССР) — российский биолог, зоолог, директор Всемирного фонда дикой природы в России (с мая 2020 года).

## Биография
Отец — Юрий Александрович Горшков, директор Волжско-Камского государственного заповедника.
В 1999 году окончил Казанский государственный университет по специальности «зоология».
С 1999 по 2013 год работал научным сотрудником, а затем заместителем директора ФГБУ «Волжско-Камский государственный заповедник».
С 2013 по 2018 год был директором ФГБУ «Сихотэ-Алинский государственный заповедник».
В 2018 году начал работать во Всемирном фонде дикой природы (WWF) на должности директора программы по сохранению биоразнообразия. В 2020 году, после завершения открытого конкурса, Совет WWF России назначил Дмитрия Горшкова на позицию руководителя организации. Конкурс на позицию директора Фонда был объявлен в январе 2020 года после того, как предыдущий директор фонда Игорь Честин оставил пост по состоянию здоровья и перешел на позицию президента WWF России. Новый директор, в соответствии с Уставом WWF России, избран на пять лет.

## Награды
- Почетная грамота Министерства природных ресурсов и экологии Российской Федерации «За многолетнюю и добросовестную работу, большой личный вклад в развитие заповедного дела и системы особо охраняемых природных территорий».
- Знак «За заслуги в заповедном деле».